# Norra Vålsjön
Norra Vålsjön är en sjö i Malung-Sälens kommun i Dalarna och ingår i Dalälvens huvudavrinningsområde. Sjön har en area på 0,229 kvadratkilometer och ligger 282,1 meter över havet.

## Delavrinningsområde
Norra Vålsjön ingår i det delavrinningsområde (671476-139470) som SMHI kallar för Mynnar i Västerdalälvens vattendragsyta. Medelhöjden är 300 meter över havet och ytan är 16,71 kvadratkilometer. Det finns inga avrinningsområden uppströms utan avrinningsområdet är högsta punkten. Vattendraget som avvattnar avrinningsområdet har biflödesordning 3, vilket innebär att vattnet flödar genom totalt 3 vattendrag innan det når havet efter 353 kilometer. Avrinningsområdet består mestadels av skog (55 procent) och sankmarker (30 procent). Avrinningsområdet har 0,65 kvadratkilometer vattenytor vilket ger det en sjöprocent på 3,9 procent.